# Plaza España (Montevideo)
La Plaza España es una plaza y parque en la Ciudad Vieja de Montevideo, Uruguay. La plaza data de principios del siglo XX y está ubicada en la Rambla de Montevideo sobre el Río de la Plata. 
En su lado occidental se encuentra el Templo Inglés, la primera iglesia anglicana del Uruguay y en su lado sur, el Monumento al Vizconde de Mauá, Irineu Evangelista de Sousa. Dentro de la plaza también se encuentran restos de la muralla colonial, el Portón de San Juan y monumentos a Don Quijote de la Mancha y a Isabel la Católica.

## Historia
El espacio verde tiene su origen en la construcción de la rambla sur de la Rambla de Montevideo entre 1926 y 1934 que preveía una serie de espacios ajardinados.
En 1944 se inauguran en el lugar dos estatuas en bronce del cacique Zapicán y su sobrino Abayubá, fallecidos en combate en 1574 contra los conquistadores españoles en las proximidades del río San Salvador, obras de Nicanor y Juan Luis Blanes respectivamente, hijos del pintor Juan Manuel Blanes.
En agosto de 1980 la intendencia de Montevideo da a conocer el resultado de la licitación para la construcción de Plaza España como parte de los preparativos para la primera visita de los Reyes de España al régimen de facto en 1983. Como resultado de esta obra se retiraron las dos estatuas de los indios Zapicán y Abayubá, se reconstruyeron los restos de la muralla colonial y se trasladó la terminal de ómnibus al lado norte de la plaza.
El 21 de setiembre de 1985, tras el retorno de la democracia, el presidente Julio María Sanguinetti inaugura en el mismo pedestal de granito donde se encontraba la escultura del cacique Zapicán, un monumento a Isabel la Católica obra del escultor español José Luis Sánchez.

## Galería

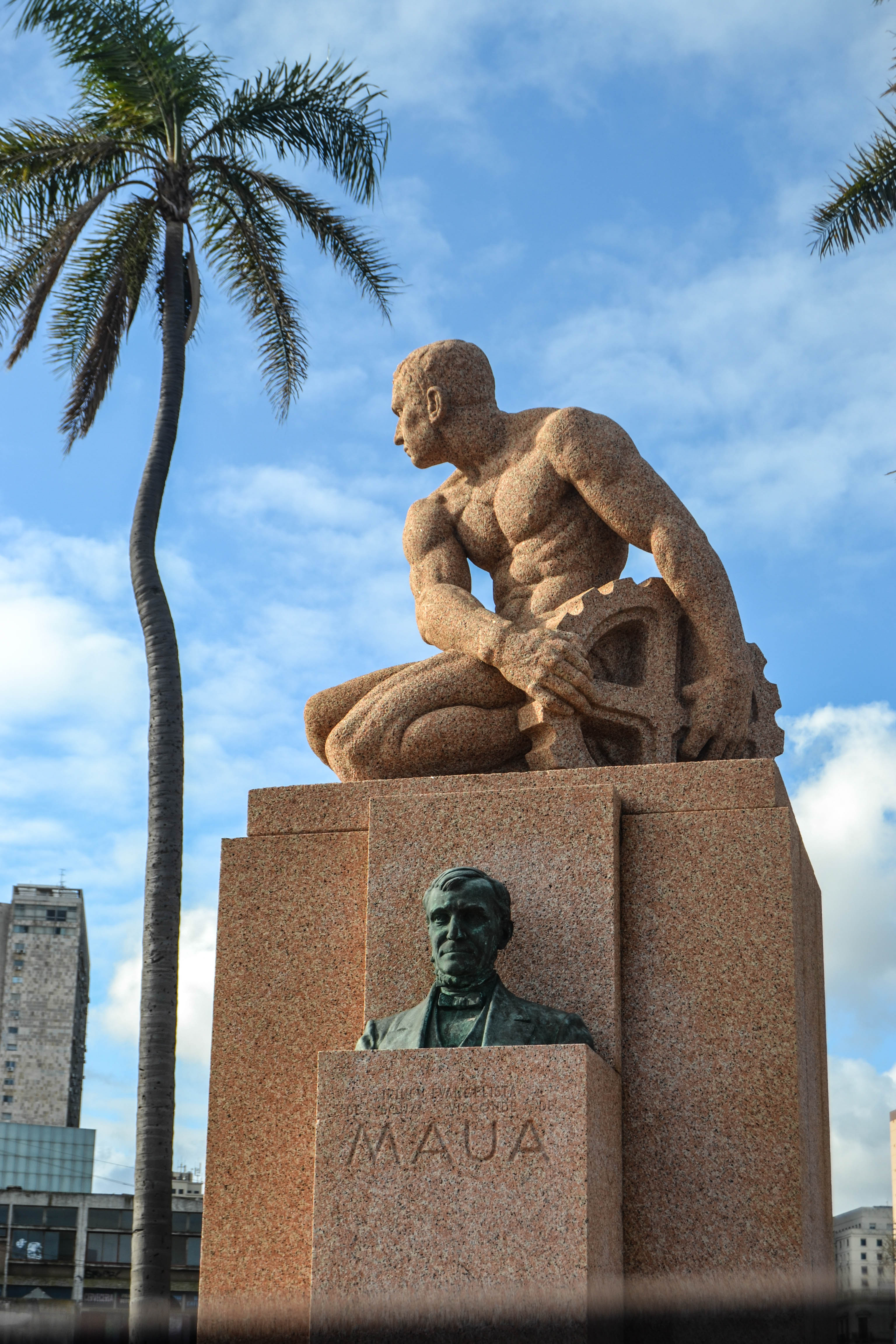
Monumento al Vizconde de Mauá, Irineu Evangelista de Sousa.
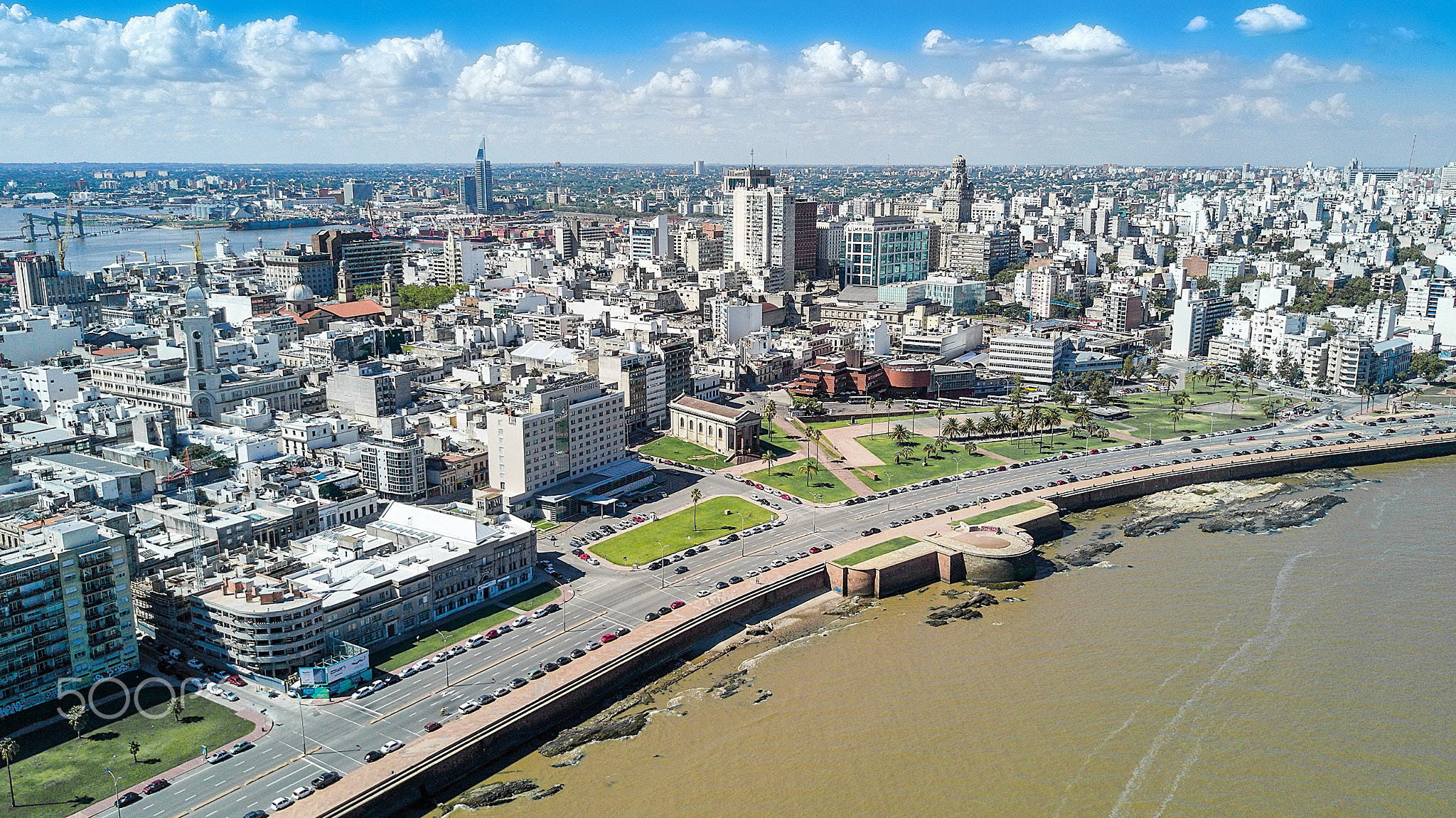
Vista aérea de la Plaza España.
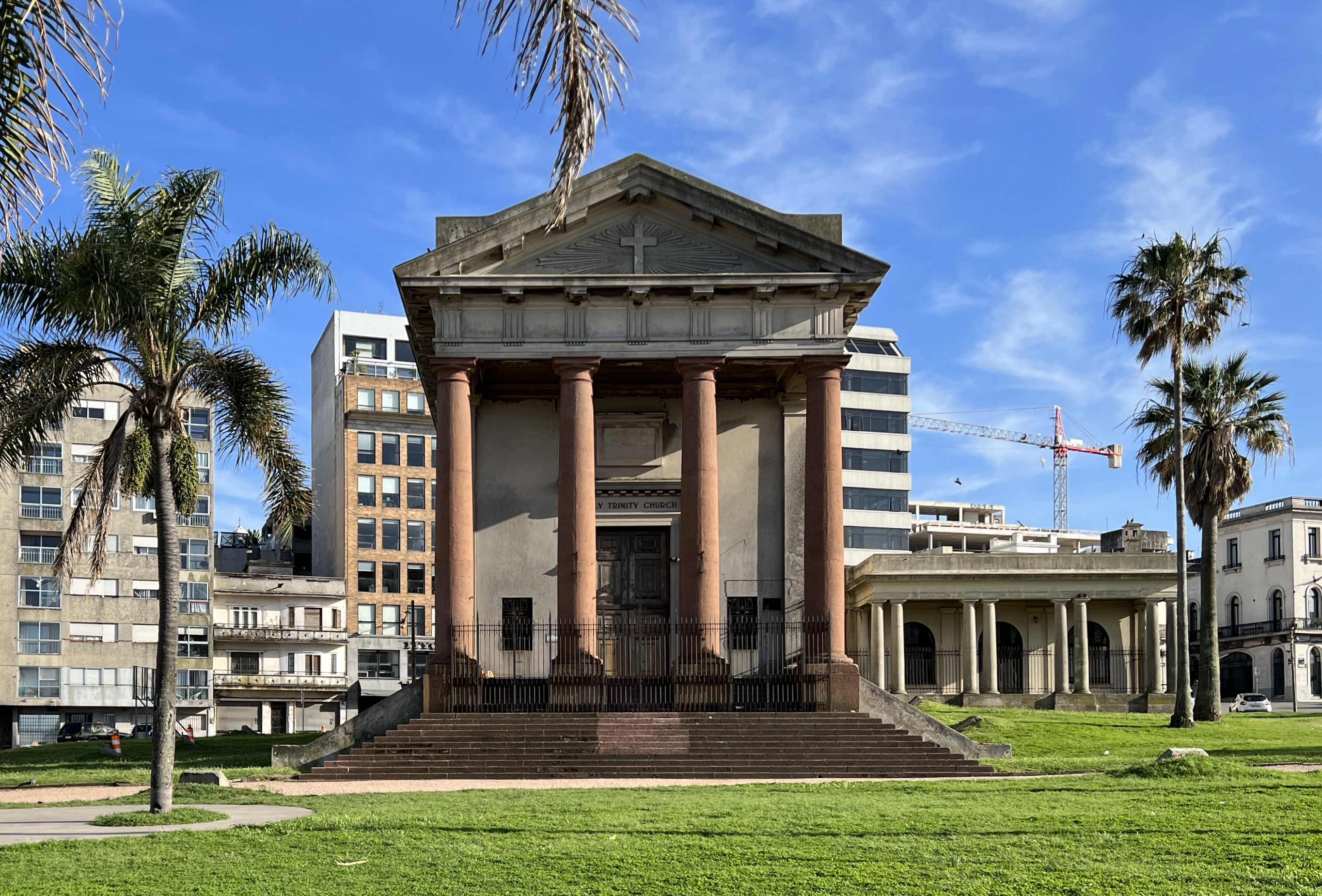
Vista del Templo Inglés en la Plaza España.